# Kompleks Sportowo-Koncertowy im. Karena Demircziana
Kompleks Sportowo-Koncertowy im. Karena Demircziana (orm. Կարեն Դեմիրճյանի անվան մարզահամերգային համալիր, trb. Karen Demircziani anwan marzahamergajin hamalir), również znany jako Kompleks Sportowy Demircziana (orm. Դեմիրճյան մարզահամալիր, trb. Demirczian marzahamalir), Arena Demircziana (orm. Դեմիրճյան ասպարեզ, trb. Demirczian asparez) lub Hamalir (orm. համալիր, pol. kompleks) – największa hala widowiskowo-sportowa i centrum wystawiennicze w Armenii, zlokalizowana na wzgórzu Cicernakaberd, niedaleko rzeki Hrazdan w Erywaniu.
Powierzchnia użytkowa wynosi 46 335 m², a główna hala obiektu może pomieścić do 8000 widzów. Obecnie ze względu na specjalne udogodnienia, które ten kompleks zapewnił turystom zwiedzającym, stał się ważną atrakcją turystyczną w kraju.

## Historia

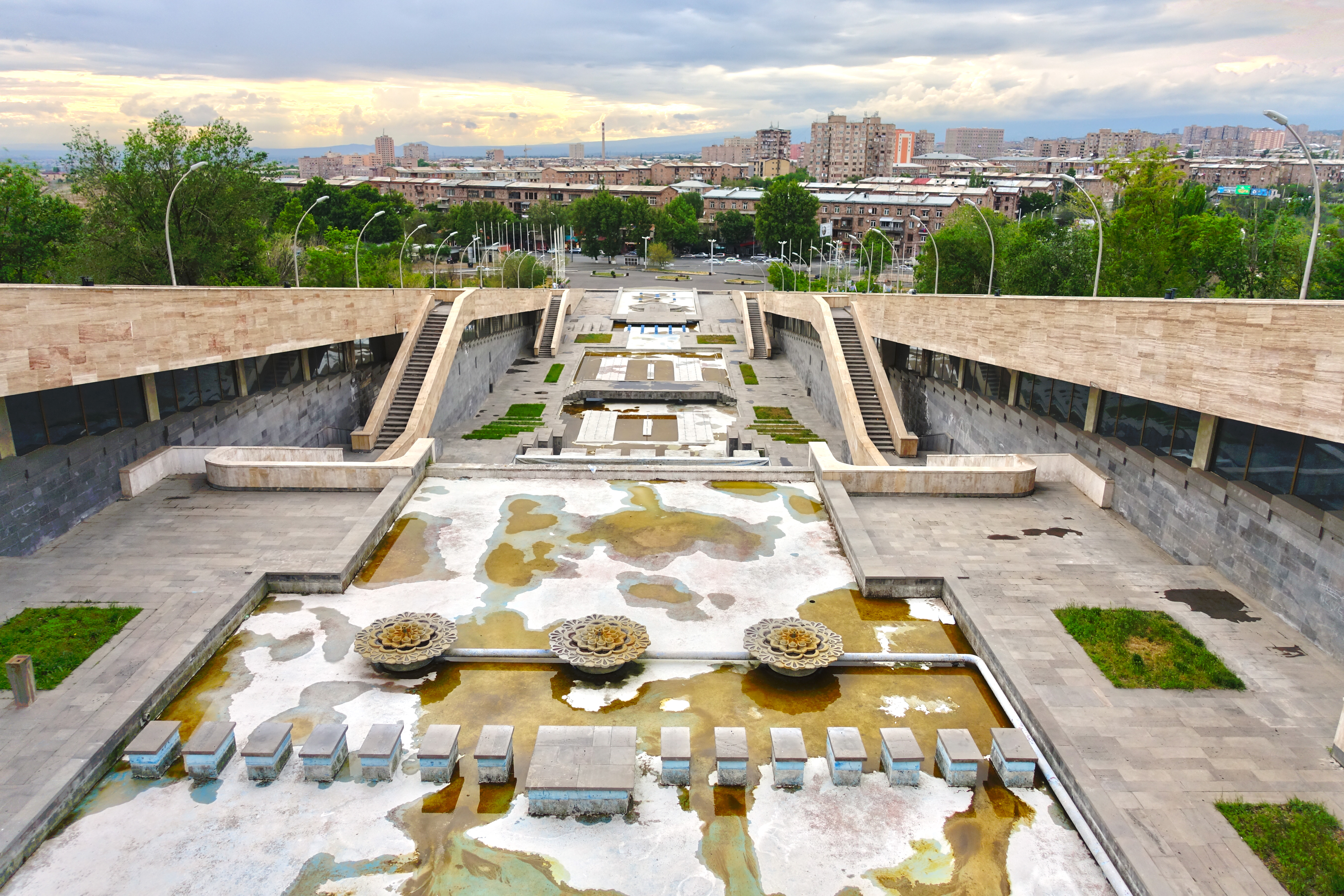
Schody prowadzące do kompleksu na szczycie Cicernakaberd.

W latach 60. XX wieku instytut Hajpetnakchagic planował budowę sali koncertowej, która byłaby gotowa do 1966 roku. Zwycięskim projektem był stadiom o pojemności 10 000 miejsc, ale projekt nie został zrealizowany z powodu braku funduszy. Zwieńczenie tego etapu uważane jest za następcę tego pierwszego planu kompleksu zatwierdzonego przez władze Armenii. Budynek został zaprojektowany przez grupę architektów ormiańskich Armstateproject: A. Tarkhanian, S. Chaczikian, G. Pogosjan i G. Mushegian. Proces budowy nadzorowali inżynierowie: Hamlet Badalyan (główny inżynier) oraz I. Tsaturian, A. Azizian i M. Aharonian. W 1999 roku po ataku na parlament Armenii zginęło osiem osób, z czego siedem to wysocy urzędnicy: wśród ofiar był przewodniczący ormiańskiego zgromadzenia narodowego Karen Demirczian. Niedługo po jego zamordowaniu kompleks został nazwany na jego cześć, za wkład polityka w budowę i renowację kompleksu.  Kompleks został otwarty w 1983 roku, a po dwóch latach działalności został zamknięty z powodu dewastującego pożaru, który spowodował wiele szkód. Budynek wymagał remontu, który trwał dwa lata i zakończył się w 1987 roku. Pod koniec 1987 roku Hamalir ponownie został otwarty.  

9 października 2005 kompleks został sprzedany za 5,7 mln USD rosyjskiej firmie BAMO Holding. Prezydent Armenii Robert Koczarian zgodził się sprzedać budynek tylko pod warunkiem, że nazwa kompleksu nie zostanie zmieniona, a kompleks zachowa swoje znaczenie użytkowe, na co firma się zgodziła. Następnie przewidziano inwestycję w wysokości 10 mln USD na remont. Remont, który trwał trzy lata i kosztował 42 miliony dolarów, przekształcił kompleks w nowoczesną arenę sportowo-koncertową. 31 października 2008 kompleks został po raz drugi zainaugurowany. W ceremonii brali udział m.in. prezydent Armenii Serż Sarkisjan, katolikos Ormian Karekin II, oraz dwójka dzieci Karena Demircziana, a wystąpił m.in. rosyjski łyżwiarz figurowy Jewgienij Pluszczenko.  

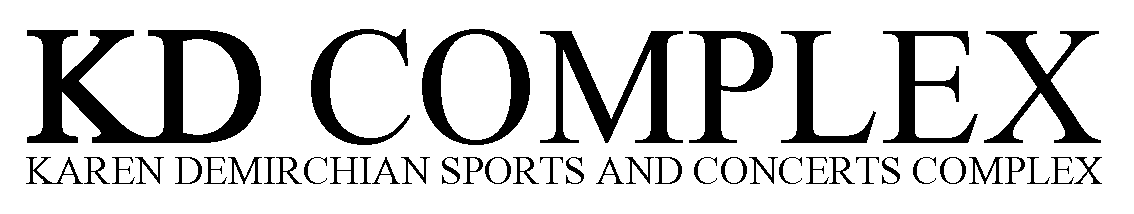
Logo Kompleksu Sportowo-Koncertowy im. Karena Demircziana.

W sierpniu 2014, w związku z narosłymi długami właścicieli, rząd Armenii przekazał własność kompleksu Ministerstwu Obrony. Rok później rząd Armenii zdecydował o sprzedaży kompleksu firmie NTAA Investment Group LLC, która planowała poświęcić 4 lata na przekształcenie kompleksu w „centrum rodzinne”, w skład którego wejdą „hotele, kryty park wodny, sale koncertowe, restauracje, sklepy i kasyno.” Hotele będą miały ponad 350 pokoi rodzinnych, kryty park wodny zajmie powierzchnię ponad 18 000 metrów kwadratowych i będzie działał przez cały rok. Po różnych skandalach gospodarczych, podejrzanych interesach byłych właścicieli i kryzysie finansowym, jaki kraj przeszedł z powodu kryzysu pandemii COVID-19 i konfliktu w Górskim Karabachu w 2020 roku plan inwestycyjny nie powiódł się, a państwo armeńskie zostało zmuszone do ponownego przejęcia własności kompleksu. W najcięższych miesiącach pandemii COVID-19 miejsce stało się tymczasowym szpitalem, który przyjął 2000 pacjentów. W maju 2022 ormiańska głowa prasy na Konkurs Piosenki Eurowizji, Anna Ohanian, ogłosiła, że w związku z organizacją w kompleksie 20. Konkursu Piosenki Eurowizji Junior, w hali odbędą się renowacje w celu zwiększenia pojemności kompleksu oraz zwiększyć praktyczność występującym artystom oraz publiczności. 

## Struktura
Projekt tego budynku jest inspirowany wizerunkiem „ptaka, który rozpościera skrzydła, by wzbić się z ziemi i przelecieć nad górami Armenii, piękny i atrakcyjny obraz, który w pełni zrozumiesz pierwszy rzut oka”. Jedną z najatrakcyjniejszych części kompleksu jest trybuna obrotowa, która może pomieścić 1200 osób, z możliwością połączenia z dwiema pozostałymi salami kompleksu w celu zwiększenia liczby miejsc siedzących. Grupa architektów i inżynierów, która zaprojektowała kompleks, została uhonorowana najwyższą Nagrodą Narodową ZSRR za unikatowy zabytek architektoniczny. Kompleks składa się z 6 części:
| Część                         | Powierzchnia | Uwagi | Źr.   |
| ----------------------------- | ------------ | --- | ----- |
| Dom kultury                   | 1300 m²      | W domu kultury organizowanych jest wiele imprez biznesowych, wystaw i pokazów.                                                                                  | [ 2 ] |
| Foyer                         | 1300 m²      | Używany głównie do organizacji wielu imprez firmowych, wystaw i prezentacji.                                                                                    | [ 4 ] |
| Hala główna                   | 3785 m²      | O pojemności 6000 miejsc z możliwością rozbudowy do 8800 miejsc. Odbywają się tam różnego rodzaju pokazy, koncerty i zajęcia sportowe.                          | [ 4 ] |
| Sala „Argiszti”               | —            | Używana głównie do organizacji bankietów. Znajduje się obok sali konferencyjnej „Hajastan”.                                                                     | [ 4 ] |
| Sala koncertowa               | 1275 m²      | Może pomieścić 2000 osób. Wyposażona jest w najnowocześniejsze systemy nagłośnienia i oświetlenia. Na ogół w hali odbywają się małe koncerty i imprezy firmowe. | [ 4 ] |
| Sala konferencyjna „Hajastan” | —            | Wyposażona w nowoczesny sprzęt nabyty od „europejskich firm przemysłowych”. Gościłą dyskusje i prezentacje młodzieżowych mistrzostw świata w boksie mężczyzn.   | [ 4 ] |

## Wydarzenia
- 22 marca 2009 kanadyjski piosenkarz Garou wystąpił w hali sportowej w ramach Dni Frankofonii w Armenii[10].
- W maju 2009 na głównej hali odbyły się młodzieżowe mistrzostwa świata w boksie mężczyzn.
- 22 maja 2009 w hali sportowej wystąpił brytyjski zespół rockowy Jethro Tull[11].
- 16 października 2009 w sali koncertowej wystąpił brytyjski zespół rockowy Uriah Heep.
- 12 listopada 2009 w sali koncertowej wystąpił amerykański muzyk jazzowy George Benson. Wydarzenie odbyło się w ramach 10. międzynarodowego festiwalu muzyki ormiańskiej Perspectives XXI[12].
- W kwietniu 2010 arena była gospodarzem turniej mistrzostw świata w hokeju na lodzie 2010 (III Dywizja), w którym ormiańska drużyna zdobyła srebrny medal w grze po przegranej w finale z Koreą Północną[13].
- 25 maja 2010 angielski zespół rockowy Deep Purple wystąpił w koncercie charytatywnym, na którym arenę wypełniło ponad 10 000 osób[14]. Dochód z koncertu został przeznaczony na budowę szkoły muzycznej w Giumri, zniszczonej przez trzęsienie ziemi w 1988 roku[14].
- 12 sierpnia 2010 w kompleksie wystąpił ormiańsko-amerykański piosenkarz rockowy Serj Tankian[15].
- 26 października 2010 angielski piosenkarz Joe Cocker wystąpił w sali koncertowej podczas światowej trasy koncertowej Hard Knocks[16].
- 18 marca 2011 piosenkarka Lara Fabian wystąpiła na koncercie w hali sportowej w ramach Dni Frankofonii w Armenii[17].
- 3 grudnia 2011 na hali głównej odbył się 9. Konkurs Piosenki Eurowizji Junior[18].
- 10 września 2012 wspólny koncert dał ormiański zespół rockowy Dorians wraz z gośćmi specjalnymi Glennem Hughes i Derekiem Szerinian.
- W czerwcu 2013 na hali koncertowej wystąpił rosyjski zespół rockowy DDT[19].
- W październiku 2015 w sali koncertowej wystąpił Charles Aznavour[20].
- 26 października 2017 w sali koncertowej wystąpił amerykański muzyk jazzowy Marcus Miller. Wydarzenie odbyło się w ramach corocznego międzynarodowego festiwalu Yerevan Jazz Fest 2017.
- 9 kwietnia 2018 w kompleksie Armen Sarkisjan został zainaugurowany jako prezydent Armenii, zastępując Serża Sarkisjana[21][22].
- 11 grudnia 2022 na hali głównej odbył się 20. Konkurs Piosenki Eurowizji Junior[23].